# Cantone di Saint-Symphorien
Il Cantone di Saint-Symphorien era una divisione amministrativa dell'arrondissement di Langon.
A seguito della riforma approvata con decreto del 20 febbraio 2014, che ha avuto attuazione dopo le elezioni dipartimentali del 2015, è stato soppresso.

## Composizione
Comprendeva i comuni di:
- Balizac
- Hostens
- Louchats
- Origne
- Saint-Léger-de-Balson
- Saint-Symphorien
- Le Tuzan